# Émile Muller
Pour les articles homonymes, voir Émile Muller (homonymie) et Müller.
Émile Muller, né le 20 avril 1915 à Mulhouse et mort le 11 novembre 1988 dans la même ville, est un homme politique français.

## Biographie
D'abord ouvrier typographe, il est directeur de l'imprimerie du périodique socialiste de Mulhouse Le Républicain alsacien de 1952 à 1957.
Il s'engage en politique en devenant militant de la Section française de l'Internationale ouvrière (SFIO), dont il est membre du comité directeur de 1954 à 1956.
Il quitte la SFIO en 1970, qui devient Parti socialiste (PS), pour protester contre l'alliance des socialistes avec le Parti communiste français. Il fonde alors, avec l'ancien communiste Auguste Lecœur le mouvement Démocratie socialiste (PDS) en 1970. Le PDS participe au Mouvement réformateur en 1972. Fondateur et vice-président du Mouvement démocrate socialiste de France (MDSF) en décembre 1973. Candidat à l'élection présidentielle de 1974, désigné le 11 avril 1974 par le bureau national du MDSF. Il arrive huitième sur les douze candidats, avec 176 279 voix, soit 0,7 %.
En 1981, son successeur à la mairie de Mulhouse est Joseph Klifa.
En 1989, l'Hopital du Moenchsberg à Mulhouse est rebaptisé Hopital Émile Muller en son honneur.
Il est inhumé au cimetière central de Mulhouse.

## Fonctions politiques
- Du 30/11/1958 au 09/10/1962 : Député socialiste du Haut-Rhin
- Du 11/03/1973 au 02/04/1978 : Député Réformateurs démocrates sociaux du Haut-Rhin
- Du 19/03/1978 au 22/05/1981 : Député UDF du Haut-Rhin
- De 1956 à 1981 : Maire de Mulhouse